# بژوسکی-مارکوویزنا

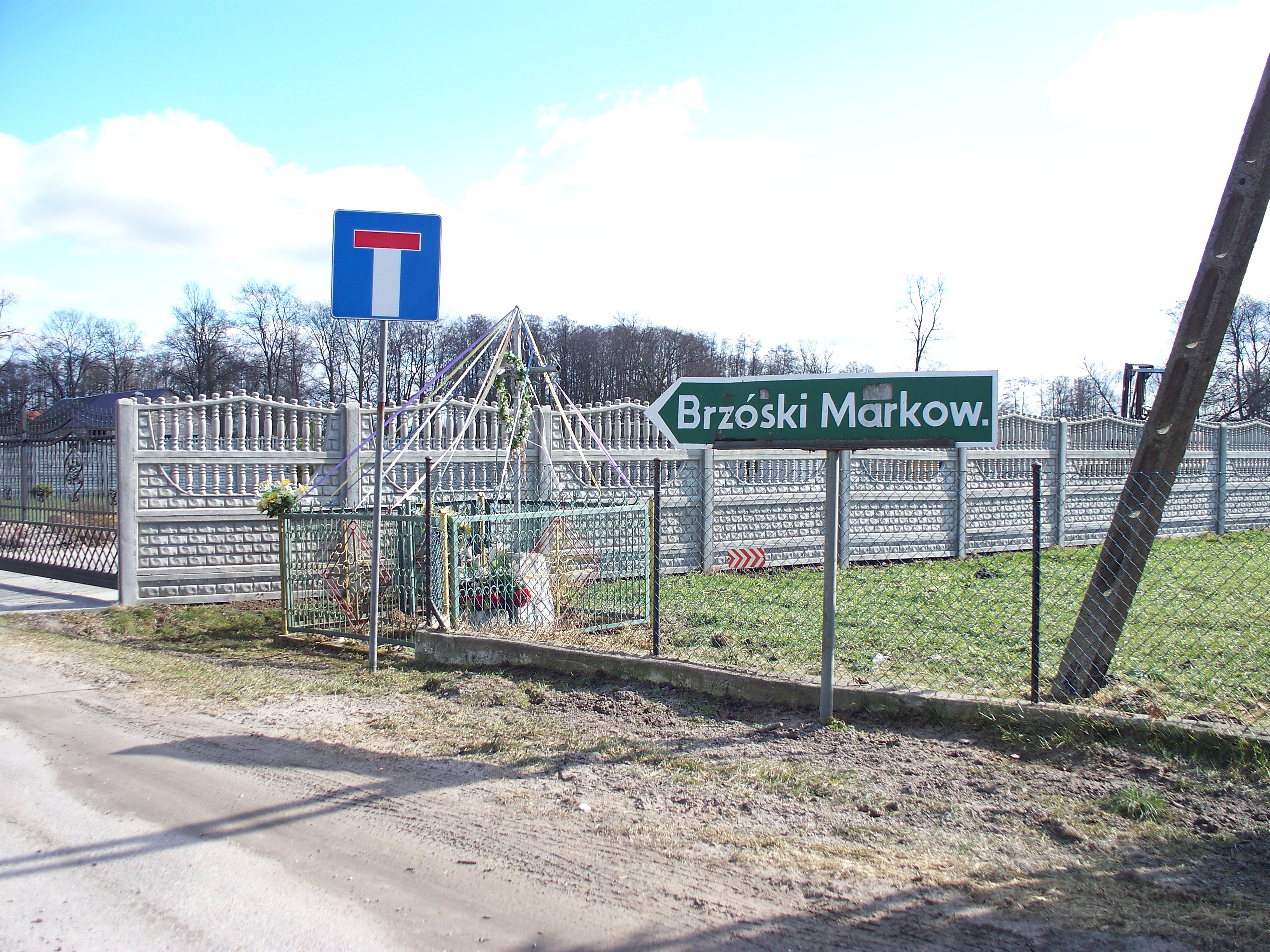
لهستان

بژوسکی-مارکوویزنا (به لهستانی:  Brzóski-Markowizna) یک روستا در لهستان است که در گمینا وسوکیه مازوویتسکیه واقع شده‌است.